# Денгі-Юрт
Денгі-Юрт (рос. Денги-Юрт) — село у Ножай-Юртовському районі Чечні Російської Федерації.
Населення становить 475 осіб. Входить до складу муніципального утворення Бенойське сільське поселення.

## Історія
Згідно із законом від 20 лютого 2009 року органом місцевого самоврядування є Бенойське сільське поселення.

## Населення
| 2010 |
| ---- |
| 475  |